# 제7기 최고인민회의 대의원 선거
제7기 최고인민회의 대의원 선거는 1982년 2월 28일에 열린 조선민주주의인민공화국의 7대 최고인민회의 선거다. 대의원 615명을 선출하였다.